# オルコメノスの戦い
オルコメノスの戦い（オルコメノスのたたかい, 英：Battle of Orchomenus）は、第一次ミトリダテス戦争において紀元前85年に戦われた会戦である。
この戦いはボイオティア地方のオルコメノスにて、古代ローマとポントス王ミトリダテス6世の軍勢の間で行われた。ローマ軍の司令官はルキウス・コルネリウス・スッラで、ミトリダテス軍の司令官はアルケラオスであった。 ローマ軍の勝利に終わり、アルケラオスは後にローマに亡命した。